# Anthony Benna
Anthony Benna (Cluses, 25 september 1987) is een Franse freestyleskiër. Benna vertegenwoordigde zijn vaderland op de Olympische Winterspelen 2010 in Vancouver, op de Olympische Winterspelen 2014 in Sotsji en op de Olympische Winterspelen 2018 in Pyeongchang.

## Carrière
Benna maakte zijn wereldbekerdebuut in februari 2005 in Sauze d'Oulx. In december 2005 scoorde hij in Tignes zijn eerste wereldbekerpunten. In februari 2007 behaalde de Fransman in La Plagne zijn eerste toptienklassering in een wereldbekerwedstrijd. Op de wereldkampioenschappen freestyleskiën 2007 in Madonna di Campiglio eindigde Benna als zestiende op het onderdeel moguls. In december 2008 stond hij in Méribel voor de eerste maal in zijn carrière op het podium van een wereldbekerwedstrijd. In Inawashiro nam de Fransman deel aan de wereldkampioenschappen freestyleskiën 2009. Op dit toernooi eindigde hij als 28e op het onderdeel dual moguls en als 32e op het onderdeel moguls. Tijdens de Olympische Winterspelen van 2010 in Vancouver eindigde Benna als dertigste op het onderdeel moguls.
Op de wereldkampioenschappen freestyleskiën 2013 in Voss eindigde Benna als achttiende op het onderdeel dual moguls en als 23e op het onderdeel moguls. Tijdens de Olympische Winterspelen van 2014 in Sotsji eindigde de Fransman als 23e op het onderdeel moguls.
In Kreischberg nam Benna deel aan de wereldkampioenschappen freestyleskiën 2015. Op dit toernooi werd hij wereldkampioen op het onderdeel moguls, daarnaast eindigde hij als negende op het onderdeel dual moguls. Op 15 maart 2015 boekte de Fransman in Megève zijn eerste wereldbekerzege. Op de wereldkampioenschappen freestyleskiën 2017 in de Spaanse Sierra Nevada eindigde hij als zesde op het onderdeel moguls en als twaalfde op het onderdeel dual moguls. Tijdens de Olympische Winterspelen van 2018 in Pyeongchang eindigde de Fransman als dertiende op het onderdeel moguls.

## Resultaten

### Olympische Spelen
| Jaar | Plaats      | Resultaten |
| ---- | ----------- | ---------- |
| 2010 | Vancouver   | 30e Moguls |
| 2014 | Sotsji      | 23e Moguls |
| 2018 | Pyeongchang | 13e Moguls |

### Wereldkampioenschappen
| Jaar | Plaats               | Resultaten                 |
| ---- | -------------------- | -------------------------- |
| 2007 | Madonna di Campiglio | 16e Moguls                 |
| 2009 | Inawashiro           | 32e Moguls 28e Dual Moguls |
| 2013 | Voss                 | 23e Moguls 18e Dual Moguls |
| 2015 | Kreischberg          | Moguls · 9e Dual Moguls    |
| 2017 | Sierra Nevada        | 12e Dual Moguls 6e Moguls  |

### Wereldbeker
Eindklasseringen
| Seizoen   | Algm | MO  |
| --------- | ---- | --- |
| 2005/2006 | 156e | 48e |
| 2006/2007 | 46e  | 16e |
| 2007/2008 | 84e  | 25e |
| 2008/2009 | 17e  | 5e  |
| 2009/2010 | 59e  | 18e |
| 2010/2011 | 112e | 30e |
| 2011/2012 | 55e  | 14e |
| 2012/2013 | 75e  | 15e |
| 2013/2014 | 54e  | 10e |
| 2014/2015 | 12e  | 4e  |
| 2015/2016 | 46e  | 9e  |
| 2016/2017 | 89e  | 15e |
| 2017/2018 | 172e | 31e |

Wereldbekerzeges
| Datum           | Plaats      | Onderdeel   |
| --------------- | ----------- | ----------- |
| 15 maart 2015   | Megève      | Dual Moguls |
| 6 februari 2016 | Deer Valley | Dual Moguls |